# 解家堡乡
解家堡乡是中国陕西省榆林市神木县下辖的一个乡。

## 行政区划
解家堡乡下辖以下行政区：
麻地塄村、柳沟村、木瓜梁村、徐应塔村、赵家沟村、大墩梁村、白家畔村、大湾村、大柏堡村、关元村、中圪达村、碱堂沟村、色草湾村、万家沟村、柏林村、新寨则村、关崖窑村、胡渠村、柳树沟村、白草皮沟村、刘家畔村、新村、则村、放峁村、薛家畔村、石窑坪村、王小寨村、白家墕村、高家墕村、白条村、黄草墕村、康家沟村、石窑村、双卜树村、李家畔村、山丰则村、麻堰渠村